# Şırnak
Şırnak es una ciudad y distrito situada en la región de Anatolia Suroriental, en Turquía, y la capital de la provincia de Şırnak. Cuenta con una población de 54 302 habitantes (2007). El nombre de la ciudad significa "castillo roto".

## Clima
De acuerdo a los datos de la tabla a continuación y a los criterios de la clasificación climática de Köppen modificada el clima de Zonguldak es mediterráneo de tipo Csa. En la ciudad en concreto se presenta con características cercanas a las de un clima Dsa (inviernos fríos con media de mínimas por debajo de cero grados en invierno). Presenta también un largo periodo de fuerte sequía durante cuatro meses en torno al verano sin apenas precipitación además de una elevada amplitud térmica anual y diaria, asociada a un importante grado de continentalidad.
En la actualidad la ciudad se encuentra completamente destruida , en verano de 2015 los consejos populares locales declararon autogobierno frente a Ankara en una estrategia del partido de los trabajadores del Kurdistán para que el estado aceptase autonomía kurda en Turquía, en contraposición el akp y Erdogan han llevado a cabo una campaña brutal de represión al movimiento kurdo que ha dejado ciudades dentro de las fronteras de Turquía pero que aleppo.
sirnak en la actualidad 
| Parámetros climáticos promedio de Şırnak (1970-2011)           | Parámetros climáticos promedio de Şırnak (1970-2011) | Parámetros climáticos promedio de Şırnak (1970-2011) | Parámetros climáticos promedio de Şırnak (1970-2011) | Parámetros climáticos promedio de Şırnak (1970-2011) | Parámetros climáticos promedio de Şırnak (1970-2011) | Parámetros climáticos promedio de Şırnak (1970-2011) | Parámetros climáticos promedio de Şırnak (1970-2011) | Parámetros climáticos promedio de Şırnak (1970-2011) | Parámetros climáticos promedio de Şırnak (1970-2011) | Parámetros climáticos promedio de Şırnak (1970-2011) | Parámetros climáticos promedio de Şırnak (1970-2011) | Parámetros climáticos promedio de Şırnak (1970-2011) | Parámetros climáticos promedio de Şırnak (1970-2011) |
| Mes                                                            | Ene.                                                 | Feb.                                                 | Mar.                                                 | Abr.                                                 | May.                                                 | Jun.                                                 | Jul.                                                 | Ago.                                                 | Sep.                                                 | Oct.                                                 | Nov.                                                 | Dic.                                                 | Anual                                                |
| -------------------------------------------------------------- | ---------------------------------------------------- | ---------------------------------------------------- | ---------------------------------------------------- | ---------------------------------------------------- | ---------------------------------------------------- | ---------------------------------------------------- | ---------------------------------------------------- | ---------------------------------------------------- | ---------------------------------------------------- | ---------------------------------------------------- | ---------------------------------------------------- | ---------------------------------------------------- | ---------------------------------------------------- |
| Temp. máx. abs. (°C)                                           | 18.1                                                 | 17.0                                                 | 24.8                                                 | 29.0                                                 | 30.6                                                 | 36.7                                                 | 40.4                                                 | 40.3                                                 | 36.8                                                 | 30.2                                                 | 22.6                                                 | 21.6                                                 | 40.4                                                 |
| Temp. máx. media (°C)                                          | 6.0                                                  | 7.0                                                  | 11.1                                                 | 15.9                                                 | 21.9                                                 | 28.1                                                 | 33.1                                                 | 33.2                                                 | 28.6                                                 | 21.2                                                 | 13.0                                                 | 7.7                                                  | 18.9                                                 |
| Temp. media (°C)                                               | 1.8                                                  | 2.9                                                  | 6.8                                                  | 11.5                                                 | 17.0                                                 | 22.9                                                 | 27.3                                                 | 27.7                                                 | 23.0                                                 | 16.4                                                 | 8.7                                                  | 3.6                                                  | 14.1                                                 |
| Temp. mín. media (°C)                                          | -1.4                                                 | -0.5                                                 | 3.0                                                  | 7.2                                                  | 12.4                                                 | 18.0                                                 | 22.0                                                 | 22.5                                                 | 18.2                                                 | 11.9                                                 | 5.0                                                  | 0.3                                                  | 9.9                                                  |
| Temp. mín. abs. (°C)                                           | -14.5                                                | -13.2                                                | -11.2                                                | -4.7                                                 | 0.8                                                  | 5.4                                                  | 10.0                                                 | 10.0                                                 | 3.2                                                  | -0.5                                                 | -5.0                                                 | -10.8                                                | -14.5                                                |
| Precipitación total (mm)                                       | 64.0                                                 | 82.0                                                 | 80.1                                                 | 80.9                                                 | 41.9                                                 | 4.3                                                  | 2.9                                                  | 0.1                                                  | 2.7                                                  | 30.0                                                 | 58.6                                                 | 75.4                                                 | 522.9                                                |
| Días de precipitaciones (≥ )                                   | 7.9                                                  | 9.0                                                  | 8.8                                                  | 9.8                                                  | 6.4                                                  | 1.6                                                  | 0.5                                                  | 0.2                                                  | 0.7                                                  | 4.9                                                  | 6.3                                                  | 8.1                                                  | 64.2                                                 |
| Horas de sol                                                   | 139.5                                                | 121.5                                                | 232.5                                                | 162.0                                                | 288.3                                                | 333.0                                                | 347.2                                                | 375.1                                                | 309.0                                                | 223.2                                                | 138.0                                                | 133.3                                                | 2802.6                                               |
| Fuente: Devlet Meteoroloji İşleri Genel Müdürlüğü (1970-2011). |                                                      |                                                      |                                                      |                                                      |                                                      |                                                      |                                                      |                                                      |                                                      |                                                      |                                                      |                                                      |                                                      |